# Континентални куп у атлетици
Континентални куп у атлетици или ИААФ Континентални куп (енгл. IAAF Continental Cup) је такмичење континенталних атлетских репрезентација у организацији ИААФ (Међународна асоцијација атлетских федерација). од 2010. године. Континентални куп замењује Светски куп који се одржавао од 1977. године.

## Систем такмичења
Такмичење окупља најбоље међународне аткетичаре распоређену у четири континенталне екипе: Африка, Северна и Јужна Америка, Европа и Азија са Океанијом.
Такмичење се одвија у 40 атлетских дисциплина (20 мушких и 20 женских.) У свакој дисциплини репрезентације ће имати два атлетичара, осим у тркама на 1500, 3000, 3000 са препрекама и 5000 метара у којима ће свака репрезентација имати по три атлетичара. За укупни збир бодова рачунат ће се резултати само два најбоља из сваке репрезентације. За разлику од Светског купа, Коначна табела Континенталног купа врши се према збиру бодова за мушкарце и жене.

## Списак дисциплина
| - 100 м - 200 м - 400 м - 800 м - 1.500 м | - 3.000 м - 5.000 м - 110 м препоне (М) / 100 м препоне (Ж) - 400 м препоне - 3.000 м препреке | - Скок увис - Скок удаљ - Троскок - Скок мотком - Бацање диска | - Бацање кладива - Бацање кугле - Бацање копља - Штафета 4 x 100 м - Штафета 4 x 400 м |

## Систем бодовања
| Екипни бодови према постигнутом пласману                                    | Екипни бодови према постигнутом пласману | Екипни бодови према постигнутом пласману | Екипни бодови према постигнутом пласману | Екипни бодови према постигнутом пласману | Екипни бодови према постигнутом пласману | Екипни бодови према постигнутом пласману | Екипни бодови према постигнутом пласману | Екипни бодови према постигнутом пласману |
| --------------------------------------------------------------------------- | ---------------------------------------- | ---------------------------------------- | ---------------------------------------- | ---------------------------------------- | ---------------------------------------- | ---------------------------------------- | ---------------------------------------- | ---------------------------------------- |
| Пласман                                                                     | 1                                        | 2                                        | 3                                        | 4                                        | 5                                        | 6                                        | 7                                        | 8                                        |
| Бодови                                                                      | 8                                        | 7                                        | 6                                        | 5                                        | 4                                        | 3                                        | 2                                        | 1                                        |
| Бодови за штафете – 1. = 15 бод. / 2. = 11 дод. / 3. = 7 бод. / 4. = 3 бода |                                          |                                          |                                          |                                          |                                          |                                          |                                          |                                          |

## Такмичења
Прво такмичење Континенталног купа одржано је 4.и 5. септембра 2010. у Сплиту (Хрватска)

## Победници
| Такмичење | Датум            | Место          | Победник | Бодова | Други   | Бодова | Трећи  | Бодова | Четврти        | Бодова |
| --------- | ---------------- | -------------- | -------- | ------ | ------- | ------ | ------ | ------ | -------------- | ------ |
| 2010      | 4.и 5. септембра | Сплит Хрватска | Европа   | 429    | Америка | 419,5  | Африка | 292    | Азија/Океанија | 286,5  |

## Рекорди Континенталног купа
Ово је списак рекорда Континенталног купа у обе конкурениције који су постигнути на такмичењима Светског купа и Континенталног купа постигнути после такмичења 2010. године

### Мушкарци
| Дисциплина             | Рекорд             | Име                                                    | Држава           | Датум              | Такмичење         | Реф.  |
| ---------------------- | ------------------ | ------------------------------------------------------ | ---------------- | ------------------ | ----------------- | ----- |
| 100 м                  | 9,87 (-0,2 м/сек)  | Обаделе Томпсон                                        | Барбадос         | 11. септембар 1998 | 1998. Јоханезбург |       |
| 200 м                  | 19,87 (+0,1 м/сек) | Волас Спирмон                                          | Сједињене Државе | 17. септембар 2006 | 2006 Атина        |       |
| 400 м                  | 44,22              | Џереми Воринер                                         | Сједињене Државе | 4. септембар 2010  | 2010. Сплит       | [ 1 ] |
| 800 м                  | 1:43,37            | Дејвид Лекута Рудиша                                   | Кенија           | 5. септембар 2010  | 2010. Сплит       | [ 2 ] |
| 1.500 м                | 3:31,20            | Бернард Лагат                                          | Сједињене Државе | 20. септембар 2002 | 2002. Мадрид      |       |
| 3.000 м                | 7:32,19            | Крег Мотрам                                            | Аустралија       | 17. септембар 2006 | 2006. Атина       |       |
| 5.000 м                | 13:13.82           | Мурузе Јефтер                                          | Етиопија         | 3. јул 1977        | 1977. Диселдорф   |       |
| 10.000 м               | 27:38,43 *         | Вернер Шилдхауер                                       | Источна Немачка  | 4. септембар 1981  | 1981. Рим         |       |
| 3.000 м препреке       | 8:09,67            | Ричард Кипкембој Металонг                              | Кенија           | 5. септембар 2010  | 2010. Сплит       | [ 3 ] |
| 110 м препоне          | 12,96 (+0,4 м/сек) | Ален Џонсон                                            | Сједињене Државе | 17. септембар 2006 | 2006 Атина        |       |
| 400 м препоне          | 47,37              | Едвин Мозиз                                            | Сједињене Државе | 4. септембар 1981  | 1981. Рим         |       |
| Скок увис              | 2,40               | Хавијер Сотомајор                                      | Куба             | 11. септембар 1994 | 1994. Лондон      |       |
| Скок мотком            | 5,95               | Стивен Хукер                                           | Аустралија       | 5. септембар 2010  | 2010. Сплит       | [ 4 ] |
| Скок удаљ              | 8,52 (0.0 м/сек)   | Лари Мајрикс                                           | Сједињене Државе | 26. септембар 1979 | 1979. Монтреал    |       |
| Троскок                | 17,61 (+0,6 м/сек) | Јоелби Кесада                                          | Куба             | 10. септембар 1994 | 1994. Лондон      |       |
| Бацање кугле           | 22,00              | Улф Тимерман                                           | Источна Немачка  | 5. октобар 1985    | 1985. Канбера     |       |
| Бацање диска           | 71,25              | Роберт Фазекаш                                         | Мађарска         | 21. септембар 2002 | 2002. Мадрид      |       |
| Бацање кладива         | 82,68              | Тибор Гечек                                            | Мађарска         | 12. септембар 1998 | 1998. Јоханезбург |       |
| Бацање копља           | 89,26              | Андреас Торкилдсен                                     | Норвешка         | 5. септембар 2010  | 2010. Сплит       | [ 5 ] |
| Штафета 4 x 100 метара | 37,59              | Kaaron Conwright Волас Спирмон Тајсон Геј Jason Smoots | Сједињене Државе | 16. септембар 2006 | 2006 Атина        |       |
| Штафета 4 x 400 метара | 2:59,00            | Нери Бренес Бершон Џексон Грег Никсон Рикардо Чејмберс | Америка          | 5. септембар 2010  | 2010. Сплит       | [ 6 ] |

- дисциплина укинута 1994

### Жене
| Дисциплина             | Рекорд                | Име                                                   | Држава           | Датум               | Такмичење         | Реф.   |
| ---------------------- | --------------------- | ----------------------------------------------------- | ---------------- | ------------------- | ----------------- | ------ |
| 100 м                  | 10,65 (+1,1 м/сек)    | Марион Џоунс                                          | Сједињене Државе | 12. септембар 1998  | 1998. Јоханезбург |        |
| 200 м                  | 21.62 (-0,6 м/сек)    | Марион Џоунс                                          | Сједињене Државе | 11. септембар 1998  | 1998. Јоханезбург |        |
| 400 м                  | 47,60                 | Марита Кох                                            | Источна Немачка  | 6. октобар 1985     | 1985. Канбера     |        |
| 800 м                  | 1:54,44               | Ана Фиделија Кирот                                    | Куба             | 9. септембар 1989   | 1989. Барселона   |        |
| 1.500 м                | 4:00,84               | Марјам Јусуф Џамал                                    | Бахреин          | 17. септембар 2006  | 2006. Атина       |        |
| 3.000 м                | 8:33,78               | Тирунеш Дибаба                                        | Етиопија         | 16. септембар 2006  | 2006. Атина       |        |
| 5.000 м                | 14:39.11              | Месерет Дефар                                         | Етиопија         | 17. септембар 2006  | 2006. Атина       |        |
| 10.000 м               | 30:52,51 *            | Елена Мајер                                           | Јужна Африка     | 10. септембар 1994  | 1994. Лондон      |        |
| 3.000 м препреке       | 9:25,46               | Јулија Заруднева                                      | Русија           | 5. септембар 2010   | 2010 Split        | [ 7 ]  |
| 100 м препоне          | 12,60 (-0,3 m/s)      | Cornelia Oschkenat                                    | Источна Немачка  | 9. септембар 1989   | 1989. Барселона   |        |
| 400 м препоне          | 52,96                 | Нежа Бидуане                                          | Мароко           | 11. септембар 1998  | 1998. Јоханезбург |        |
| Скок увис              | 2,05 m                | Бланка Влашић                                         | Хрватска         | 5. септембар 2010   | 2010. Сплит       | [ 8 ]  |
| Скок мотком            | 4,70 m                | Светлана Феофанова                                    | Русија           | 4. септембар 2010   | 2010. Сплит       | [ 9 ]  |
| Скок удаљ              | 7,27 м (+0,7 м/сек)   | Хајке Дрекслер                                        | Источна Немачка  | 6. октобар 1985.    | 1985. Канбера     |        |
| Троскок                | 15,25 м (+1,7 м/сек.) | Олга Рипакова                                         | Казахстан        | 4. септембар 2010.  | 2010. Сплит       | [ 10 ] |
| Бацање кугле           | 20,98                 | Ilona Briesenick                                      | Источна Немачка  | 24. септембар 1979  | 1979. Монтреал    |        |
| Бацање диска           | 71,54                 | Илке Вилуда                                           | Источна Немачка  | 10. септембар 1989. | 1989. Барселона   |        |
| Бацање кладива         | 75,29                 | Камила Сколимовска                                    | Пољска           | 17. септембар 2006. | 2006. Атина       |        |
| Бацање копља           | 68,14                 | Марија Абакумова                                      | Русија           | 5. септембар 2010   | 2010. Сплит       | [ 11 ] |
| Штафета 4 x 100 метара | 41,37                 | Зилке Гладиш Сабине Ригер Ингрид Ауерсвалд Марлис Гер | Источна Немачка  | 6. октобар 1985.    | 1985. Канбера     |        |
| Штафета 4 x 400 метара | 3:19,50               | Кирстен Емелман Сабине Буш Дагмар Нојбауер Марита Кох | Источна Немачка  | 5. октобар 1985.    | 1985. Канбера     |        |

- дисциплина укинута 1994